# Mahesh Gawli
Mahesh Gawli (né le 23 janvier 1980 à Panzorconi, Inde) est un footballeur international indien évoluant au poste de défenseur.

## Carrière

### Joueur
- 1998-2000 : FC Kochin -  Inde
- 2000-2003 : Churchill Brothers -  Inde
- 2003-2004 : East Bengal -  Inde
- 2004-2007 : Mahindra United -  Inde
- Depuis 2007 : Dempo SC -  Inde

### En équipe nationale
56 sélections et 1 but avec  Inde depuis 1999.

## Palmarès

### En club
- Avec East Bengal :
  - Champion d'Inde en 2004.

- Avec Mahindra United :
  - Champion d'Inde en 2006.
  - Vainqueur de la Coupe d'Inde en 2005.

- Avec Dempo SC :
  - Champion d'Inde en 2008 et 2010.

### En sélection
- Avec l'équipe d'Inde :
  - Vainqueur de l'AFC Challenge Cup en 2008.